# Move Your Body (Sia)
Move Your Body is een nummer van de Australische zangeres Sia uit 2017. Het is de vierde single van haar zevende studioalbum This Is Acting.
Sia had "Move Your Body" aanvankelijk geschreven voor Shakira, maar die wees het nummer af, dus besloot ze het zelf maar op te nemen. Het nummer haalde in veel landen de hitlijsten, maar was alleen in Scandinavië en Polen succesvol. In Sia's thuisland Australië haalde het nummer een bescheiden 34e positie. In Nederland haalde "Move Your Body" geen hitlijsten, in Vlaanderen haalde het de 11e positie in de Tipparade.